# Liste der Kirchengebäude im Dekanat Geisenfeld
Die Liste der Kirchengebäude im Dekanat Geisenfeld listet die Kirchengebäude des ehemaligen Dekanats Geisenfeld im Bistum Regensburg auf. Politisch gesehen lag das Dekanat im nördlichen Landkreis Pfaffenhofen und im nördlichen Landkreis Freising, zudem waren kleine Teile des Landkreises Kelheim Teil des Gebiets. Es ging zum 1. März 2022 im Dekanat Geisenfeld-Pförring auf.

## Liste der Kirchengebäude
| Bild | Pfarrkirche                                                      | Ort                                                                                      | Filialkirchen | Pfarrverband |
| ---- | ---------------------------------------------------------------- | ---------------------------------------------------------------------------------------- | --- | --- |
|      | Pfarrkirche St. Vitus                                            | Au in der Hallertau Liste der Baudenkmäler in Au in der Hallertau                        | Filialkirche St. Margareta in Halsberg Filialkirche St. Johannes der Täufer in Haslach Filialkirche Mariä Himmelfahrt in Osseltshausen Filialkirche St. Johannes der Täufer in Rudertshausen | Au in der Hallertau |
|      | Pfarrkirche St. Bartholomäus                                     | Osterwaal in Au in der Hallertau                                                         | Mariahilfkapelle bei Haarbach | Au in der Hallertau |
|      | Pfarrkirche Hl. Kreuz                                            | Engelbrechtsmünster in Geisenfeld                                                        | Nebenkirche St. Nikolaus in Schillwitzhausen | Engelbrechtsmünster Zum Pfarrverband gehört auch die Pfarrei St. Leonhard in Aiglsbach, die dem Dekanat Abensberg-Mainburg zugeordnet ist. |
|      | Kuratbenefizium St. Georg                                        | Unterpindhart in Geisenfeld                                                              | Filialkirche St. Stephanus in Oberpindhart | Engelbrechtsmünster |
|      | Pfarrkirche St. Martin                                           | Rottenegg in Geisenfeld                                                                  | Wallfahrtskirche Hl. Kreuz in Rottenegg (Bergkirche) | Engelbrechtsmünster |
|      | Pfarrkirche St. Emmeram, ehemals Klosterkirche Mariä Himmelfahrt | Geisenfeld Liste der Baudenkmäler in Geisenfeld                                          | Filialkirche St. Johannes der Täufer in Untermettenbach Nebenkirche St. Vitus und Andreas in Geisenfeldwinden Kapelle Unbefleckte Himmelskönigin in Parleiten                                | Geisenfeld |
|      | Pfarrkirche St. Ulrich                                           | Ainau in Geisenfeld                                                                      | | Geisenfeld |
|      | Pfarrkirche St. Martin                                           | Geroldshausen in Wolnzach                                                                | Filialkirche St. Benedikt in Haushausen Filialkirche St. Andreas in Niedergeroldshausen | Geroldshausen-Geisenhausen-Walkersbach |
|      | Pfarrkirche St. Emmeram                                          | Geisenhausen in Schweitenkirchen Liste der Baudenkmäler in Schweitenkirchen              | | Geroldshausen-Geisenhausen-Walkersbach |
|      | Pfarrkirche St. Martin                                           | Walkersbach in Pfaffenhofen an der Ilm Liste der Baudenkmäler in Pfaffenhofen an der Ilm | | Geroldshausen-Geisenhausen-Walkersbach |
|      | Pfarrkirche Mariä Heimsuchung                                    | Gosseltshausen in Wolnzach                                                               | Filialkirche St. Stephanus in Burgstall Wallfahrtskirche Mariä Himmelfahrt in Lohwinden | Gosseltshausen-Königsfeld |
|      | Pfarrkirche St. Margaretha                                       | Königsfeld in Wolnzach                                                                   | | Gosseltshausen-Königsfeld |
|      | Pfarrkirche St. Ottilia                                          | Irsching in Vohburg                                                                      | Filialkirche Maria Immaculata in Knodorf | Irsching-Ilmendorf-Ernsgaden |
|      | Expositur St. Laurentius                                         | Ilmendorf in Geisenfeld                                                                  | Filialkirche St. Martin in Rockolding | Irsching-Ilmendorf-Ernsgaden |
|      | Pfarrkirche St. Laurentius                                       | Ernsgaden Liste der Baudenkmäler in Ernsgaden                                            | Filialkirche St. Helena in Westenhausen Kapelle Maria Hilf in Lindach | Irsching-Ilmendorf-Ernsgaden |
|      | Pfarrkirche St. Sixtus                                           | Münchsmünster Liste der Baudenkmäler in Münchsmünster                                    | Filialkirche St. Vitus in Mitterwöhr Filialkirche St. Martin in Niederwöhr Filialkirche St. Georg in Schwaig Kapelle in Oberwöhr Kapelle in Umbertshausen                                    | eigenständige Pfarrei |
|      | Pfarrkirche St. Andreas                                          | Oberlauterbach in Wolnzach                                                               | Filialkirche Peter und Paul in Hüll | Lauterbach-Gebrontshausen |
|      | Pfarrkirche Maria Immaculata                                     | Gebrontshausen in Wolnzach                                                               | Filialkirche Peter und Paul in Jebertshausen Filialkirche Hl. Kreuz in Larsbach Bründlkapelle in Larsbach                                                                                    | Lauterbach-Gebrontshausen |
|      | Pfarrkirche St. Emmeram                                          | Niederlauterbach in Wolnzach                                                             | Filialkirche Mariä Himmelfahrt in Obermettenbach | Lauterbach-Gebrontshausen |
|      | Pfarrkirche Mariä Himmelfahrt                                    | Rudelzhausen Liste der Baudenkmäler in Rudelzhausen                                      | Nebenkirche St. Stephan in Enzelhausen Nebenkirche St. Philippus und Jakobus in Notzenhausen Nebenkirche St. Maria Magdalena in Oberhinzing                                                  | Rudelzhausen |
|      | Kuratbenefizium St. Martin                                       | Steinbach in Mainburg Liste der Baudenkmäler in Mainburg                                 | Filialkirche St. Stephan in Aufhausen Filialkirche St. Johannes der Täufer und St. Johannes Evangelist in Puttenhausen                                                                       | Rudelzhausen |
|      | Pfarrkirche St. Jakobus der Ältere                               | Hebrontshausen in Rudelzhausen                                                           | Filialkirche St. Peter in Grafendorf | Rudelzhausen |
|      | Pfarrkirche Mariä Himmelfahrt                                    | Tegernbach in Rudelzhausen                                                               | Nebenkirche St. Peter in Tegernbach Kapelle Mariä Geburt bei Tegernbach (Brünnlkapelle) | Rudelzhausen |
|      | Pfarrkirche St. Peter                                            | Vohburg an der Donau Liste der Baudenkmäler in Vohburg                                   | Filialkirche St. Nikolaus in Dünzing Wallfahrtskirche Mariä Himmelfahrt in Oberhartheim Nebenkirche St. Antonius (ehem. Klosterkirche)                                                       | Vohburg |
|      | Pfarrkirche St. Martin                                           | Menning in Vohburg                                                                       | | Vohburg |
|      | Pfarrkirche St. Laurentius                                       | Wolnzach Liste der Baudenkmäler in Wolnzach                                              | | Wolnzach |
|      | Pfarrkirche St. Emmeram                                          | Eschlbach in Wolnzach                                                                    | | Wolnzach |